# Kelani
Der Kelani ist ein Küstenfluss im Südwesten von Sri Lanka. Er diente als Ersatzkulisse für den Fluss Kwai in dem Film Die Brücke am Kwai.

## Verlauf
Er durchfließt die Distrikte Kegalle und Colombo. Er entsteht durch den Zusammenfluss des Maskalaiya Oya und des Kehelgamuwa Oya deren Quellen in den Feuchtgebieten des zentralen Hochlands am Sri Pada liegen. Er mündet bei der Stadt Colombo in den Indischen Ozean. Der Fluss ist durch die extensive Landwirtschaft, dem Sandabbau im Flussbereich und die mangelhafte Klärtechnik in Sri Lanka stark belastet. 

## Nutzung
Der Fluss ist für verschiedene Wirtschaftszweige von Bedeutung. Neben Bewässerung und Fischfang, sind Transportwesen, Sandabbau und Wasserkraftwerke zu erwähnen. Zudem spielt er eine große Rolle bei der Trinkwasserversorgung Colombos. Es gibt Pläne bis zu 350 Millionen Kubikmeter pro Jahr aus seinen Quellflüssen durch einen 6,5 km langen Tunnel in das Mahaweli Flusssystem zu leiten.

## Hydrometrie
Der Fluss wird stark durch den Südwestmonsun beeinflusst. Wenn die feuchte Warmluft zum Zentralen Hochland hinauf gedrückt wird, regnen die Wolken ab und erzeugen zum Teil verheerende Überschwemmungen. Insbesondere im Juni kommt es bei Starkregen zu einer Verzehnfachung der zur Trockenzeit üblichen Abflussmenge. Die Auswirkungen der Überschwemmungen werden durch das geringe Gefälle in den unteren zwei Dritteln des Flusslaufes und durch Eingriffe des Menschen verstärkt. Dazu gehören die Abholzung und die damit verbundene zunehmende Erosion, die Bodenversiegelung und nicht hochwassergerechtes Bauen.
Die in dem Diagramm dargestellten Daten wurden an der Messstation Hanwella zwischen 1973 und 2004 in m³/s genommen, ca. 20 km oberhalb der Mündung des Kelani. Die dort beobachtete Durchflussmenge wurde gespeist durch den größten Teil des Einzugsgebiets des Flusses.
Je nach Verlauf des Monsuns können die jährlichen Abflussmengen stark schwanken. An der Messstation in Glencourse bei etwa 1462 km² des Einzugsgebietes wurden zwischen 1948 und 1993 im Durchschnitt pro Jahr 4565 Millionen Kubikmeter (MCM) gemessen mit einer Standardabweichung von 895 MCM bei einem Minimum von 2655 MCM im Jahre 1984 und einem Maximum von 6556 MCM im Jahre 1976.

## Die Brücke am Kwai

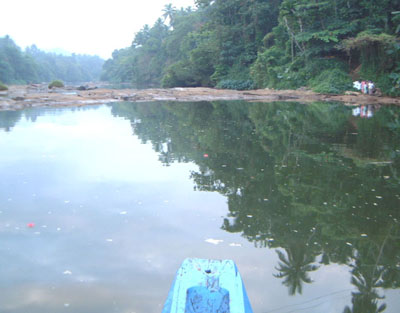
Die Stelle an der im Film die Brücke stand

Für den Film Die Brücke am Kwai wurde die Holzbrücke bei Kitulgala über den Kelani nachgebaut. Sie bestand aus 1.200 Bambusrohren, war 35 Meter hoch und 130 Meter lang. Damit war die Brücke die bis dahin größte Brückenkulisse der Filmgeschichte. Sie wurde während der Filmaufnahmen für die Schlussszene gesprengt, während ein unbesetzter Zug über sie hinwegfuhr.